# Callcenteragent

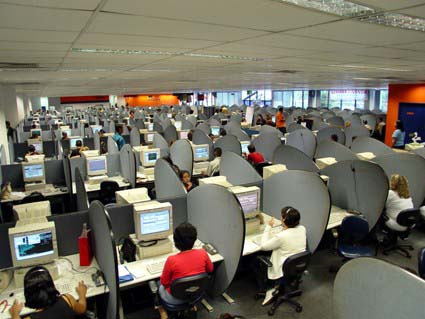
Callcenter

Als Callcenteragent oder Call-Center-Agent (deutsch auch „Telefonagent“) werden Personen bezeichnet, die in ihrer Haupttätigkeit Telefonate mit Privat- oder Geschäftskunden von Unternehmen oder von anderen Organisationsstrukturen in gewerblichen Angelegenheiten führen. 
Die Arbeitsumgebung ist meistens ein Großraumbüro mit mehreren Telefon-Computer-Terminals, dem Callcenter. Man unterscheidet bei der Arbeit zwischen passiver (Inbound: der Telefonagent wird angerufen) und aktiver (Outbound: der Telefonagent startet den Anruf) Tätigkeit. Entlohnt werden Callcenteragenten entweder mit einem festgelegten Gehalt oder gemäß einer provisionsbasierten Staffelung.
Es handelt sich meistens um eine einfache Anlerntätigkeit, daher sind die Stundenlöhne auf Helferniveau. Etwa 80 % aller Callcenteragenten sind Frauen.
Der Callcenteragent benötigt meistens Fachkenntnisse über die Branche bzw. das Produkt, das er verkauft oder über das er informiert. Darüber hinaus sollte er im psychologischen Umgang mit Menschen geschult sein und einer effizienten Gesprächsführung. Es werden weniger formale Anstellungskriterien gestellt, wohl aber informelle, und zwar:
- angenehme belastbare Stimme
- professioneller Umgang mit Menschen
- positive Ausstrahlung mit hoher Stressresistenz
- effiziente, schnelle Arbeitsweise
- Grundkenntnisse bei PC-Anwendungen

## Ausbildungsgänge
Ausbildungen in der Branche werden von der Industrie- und Handelskammer (IHK) angeboten:
- Servicefachkraft für Dialogmarketing
- Kaufmann für Dialogmarketing